# Старі Буди (Ґродзиський повіт)
Старі Буди (пол. Stare Budy) — село в Польщі, у гміні Якторув Ґродзиського повіту Мазовецького воєводства.
Населення — 781 особа (2011).
У 1975-1998 роках село належало до Скерневицького воєводства.

## Демографія
Демографічна структура станом на 31 березня 2011 року:
|          | Загалом | Допрацездатний вік | Працездатний вік | Постпрацездатний вік |
| -------- | ------- | ------------------ | ---------------- | -------------------- |
| Чоловіки | 393     | 89                 | 273              | 31                   |
| Жінки    | 388     | 91                 | 226              | 71                   |
| Разом    | 781     | 180                | 499              | 102                  |